# Carnegiesøen (Australien)
Carnegiesøen (Lake Carnegie) er en efemerisk sø i vestaustralien.
Den bliver kun fyldt med vand under kraftigt regnvejr; I tørkeår er søen reduceret til en sump.
Søen er yngleområde for de sorte australske svaner Cygnus atratus.	